# 安福寺石造像
安福寺石造像，位于中国福建省泉州市鲤城区江南街道曾林社区，寺内有唐阿弥陀佛像、药师佛像，宋释迦牟尼佛像、阿弥陀佛像、药师佛像及供养人像六尊，造型丰满圆润、神态自然、刻工精湛。附属文物安福寺，是泉州地区年代较早的佛教寺庙之一，现存清代砖木结构形制。2009年11月16日公布为第七批福建省文物保护单位。